# Френска и индианска война
Френската и индианска война (на английски: French and Indian War) е война на Великобритания срещу Франция и индиански племена в Северна Америка от 1754 до 1763 г.
Войната е част от международния конфликт, известен като Седемгодишна война, като формира нейния северноамерикански театър на военни действия.
В Канада войната обикновено се нарича Седемгодишната война, въпреки че френскоговорещите жители на Квебек често я наричат Война на завладяването (на френски: La Guerre de la Conquête). В Европа няма специфично име за северноамериканската част от войната. Името се отнася до основните врагове на британските колонизатори – кралските френски сили и индианските племена, съюзени с тях.
Войната се води предимно по границите между британските колонии от Вирджиния до Нова Скотия и започва с конфликт за мястото, където се сливат реките Алигени и Мононгахела, където днес е разположен град Питсбърг, Пенсилвания. Конфликтът води до битката при Жюмонвил Глен през май 1754 година. Всички британски опити за експедиции през 1755 – 1757 г. в граничните райони на Пенсилвания и щата Ню Йорк се провалят поради комбинация от лошо управление, вътрешни противоречия и ефективно френско и индианско настъпление. Превземането на форт Босежур през 1755 г. на границата, разделяща Нова Скотия от Акадия, е последвано от британска политика на депортиране на френските ѝ жители, срещу което има известна съпротива.
След катастрофалните британски походи от 1757 г. (довели до неуспешна експедиция срещу Луисбърг и обсадата на форт Уилям Хенри, която бива последвана от индиански жестокости срещу британците) британското правителство пада и Уилям Пит идва на власт, докато Франция няма желание да рискува големи конвои, за да помогне на ограничените сили, които има в Нова Франция. Пит значително увеличава британските военни ресурси в колониите и между 1758 и 1760 г. британските военни сили успешно проникват в сърцето на Нова Франция, превземайки Монреал през септември 1760 г.
Резултатът е едно от най-значимите събития в едно столетие на англо-френски конфликти. Франция предава Френска Луизиана на запад от река Мисисипи на своя съюзник Испания като компенсация за испанската загуба на Флорида, която става владение на британците. Колониалното присъствие на Франция на север от Карибско море бива сведено до островите Сен Пиер и Микелон, потвърждавайки позицията на Британия като доминиращата колониална сила в източната част на Северна Америка.

## Произход на названието
Конфликтът е известен под няколко наименования. В Британска Америка войните често се наричат по името на царувалия през съответния период британски монарх (например Войната на крал Уилям или Войната на кралица Ан). Тъй като вече има Война на крал Джордж през 1740-те години, британските колонизатори наричат втората война по време на неговото царуване на името на техните противници и така става известна като Френска и индианска война. Това традиционно название остава стандартно в Съединените щати, въпреки че прикрива факта, че американските индианци се бият и на двете страни на конфликта. Американските историци обикновено използват традиционното название или европейското название (Седемгодишната война). Други, по-малко използвани названия за войната са Четвъртата междуколониална война и Великата война за империята.
В Европа северноамериканският театър на Седемгодишната война обикновено няма специално име и така целият световен конфликт е известен като Седемгодишната война (Seven Years' War). „Седемте години“ се отнасят до събитията в Европа от официалното обявяване на война през 1756 до подписването на мирен договор през 1763 година. Тези дати не съответстват на действителните битки на Северноамериканския континент, където конфликтът между двете колониални сили в значителна степен завършва за шестте години от битката при Жюмонвил Глен през 1754 година до превземането на Монреал през 1760.
В Канада и френско и англоговорещите канадци наричат и европейския, и северноамериканския конфликт с названието Седемгодишна война. Френскоговорещите канадци използват и термина „Война на завладяването“ (Guerre de la Conquête), тъй като това е войната, в която Нова Франция е завладяна от британците и става част от Британската империя.

## Предистория
Северна Америка източно от река Мисисипи в значителна степен се претендира от Великобритания или Франция, въпреки че значителни части, особено между Мисисипи и Апалачите, се претендират и контролират от индианците. Френското колониално присъствие е най-голямо в долината на река Сейнт Лорънс с население също в Акадия (днешен Ню Брънзуик), Ил Роял (днешен остров Кейп Бретон) и Ню Орлиънс, седалището на френската провинция Луизиана, чиито претенции покриват по-голямата част от басейна на Мисисипи, включително басейна на река Охайо. Французите поддържат мрежа от търговци на кожи, която прониква дълбоко в претендираните от тях територии, но обикновено не предявяват териториални искания срещу племената там.
Британските колонии обхващат източните бряг на континента от Джорджия на юг, до Нова Скотия и Нюфаундленд на север. Много от по-старите колонии имат териториални претенции, които се простират произволно на запад, тъй като обхватът на континента е непознат по времето, когато са им дадени техните провинциални харти. Техните центрове на население се намират в близост до брега, но те имат растящо население и британските търговци на кожи и селища се разширяват навътре към и в крайна сметка през Апалачите. Нова Скотия, пленена от французите по време на Войната на кралица Ан през 1713 г., все още има значително френскоговорещо население, базирано най-вече по бреговете на залива Фънди и протока Нортъмбърланд. Великобритания също предявява иск за Рупъртс ленд, където са установени селища на колонията Хъдсън Бей, за да се търгува с местните индианци.
Между французите и британците, големи региони се доминират от местни племена. На север микмаки и абенаки все още контролират части от Нова Скотия, Акадия и източните части на Френска Канада и днешен Мейн. Ирокезката конфедерация доминира значителна част от днешен северен Ню Йорк и територията Охайо (страната Охайо), въпреки че Охайо също включва население от делавари, шоуни и минго. Тези племена са формално под ирокезки контрол и са ограничени от тях във властта да сключват споразумения. По на юг вътрешността се доминира от племената катоба, крики, чокто и чероки. Когато избухва войната, французите използват също търговските си връзки, за да набират войници от племената в западните части на региона на Големите езера (район, който не е директно подложен на конфликта между французите и британците) включително хурони, мисисауга, оджибве, уинебаго, потаватоми. Британците се поддържат във войната от ирокезите и от чероките, докато различия не предизвикват Англо-черокската война през 1758 г.
През 1758 правителство на Пенсилвания успешно преговаря Ийстънския договор, в който на голям брой племена от Охайо се обещава неутралитет в замяна на териториални концесии и други съображения. Повечето други северни племена вземат страната на французите, техният основен търговски партньор и доставчик на оръжия. Племената крики и чероки стават цел на дипломатически усилия от страна на французите и британците за поддръжка или неутралитет в конфликта. Не е необичайно индивиди или малки групи да участват „от другата страна“ на конфликта от формално преговорените споразумения.
Присъствието на Испания в Източна Северна Америка е ограничено до провинция Флорида. Тя също контролира Куба и други територии в Западните Индии, които стават военни цели в Седемгодишната война. Населението на Флорида е относително малко, доминирано най-вече от селищата Свети Августин и Пенсакола.
В началото на войната няма френски редовни армейски части в Северна Америка и има малко британски части. Нова Франция се отбранява от около 3000 морски пехотинци (troupes de la marine), роти от колониални редовни части (някои от които имат значителен боен опит в гористи местности) и също призовава за подкрепа от опълченията при необходимост. Британските колонии свикват опълченски роти за разправяне с индиански опасности при необходимост, но нямат редовна армия. Вирджиния с по-голяма граница има няколко британски редовни военни роти. Колониалните правителства също са свикнали да оперират независимо едно от друго, както и от правителството в Лондон, ситуация, която усложнява преговорите с индианците, чиито земи обхващат територии, претендирани от многобройни колонии. След началото на войната лидерите на британската армия се опитват да наложат ограничения и искания на колониалните администрации.
Историците оценяват колониалното английско население на 1 500 000, а френското на 75 000 през 1750 г.

## Предпоставки

### Експедиция на Селорон
През юни 1747 г., загрижен за набезите и разширяващото се влияние на британските търговци като Джордж Крогхан в страната Охайо, генералният губернатор на Нова Франция Ролан Мишел Барен де ла Галисониер нарежда на Пиер-Жозеф Селорон да поведе военна експедиция през областта. Нейните цели са да потвърди първоначалната френска претенция за територията, да определи нивото на британското влияние и да впечатли индианците с френска демонстрация на сила.
Експедиционните сили на Селорон се състоят от около 200 провинциални морски пехотинци и 30 индианци. Експедицията покрива около 4800 км между юни и ноември 1749 г. Тя минава нагоре по течението на река Сейнт Лорънс, продължава по протежение на северния бряг на езерото Онтарио, преминава по суша около Ниагара и след това следва южния бряг на езерото Ери. При Чотокуа (близо до днешна Барселона, Ню Йорк), експедицията се придвижва навътре до река Алигени, която следва до местоположението на днешен Питсбърг, където Селорон заравя оловни плочки, гравирани с френската претенция за територията Охайо. Когато среща британски търговци или търговци на кожи, Селорон ги информира за френските претенции върху територията и им казва да напуснат.
Когато експедицията на Селорон достига до Логстаун, индианците в областта информират Селорон, че притежават страната Охайо и че ще търгуват с британците независимо от това, което им кажат французите. Селорон продължава на юг докато неговата експедиция достига сливането на реките Охайо и Маями южно от село Пикауилани, домът на маямския вожд Олд Бритън. Селорон информира Олд Бритън, че ще има сериозни последствия ако възрастния вожд продължи да търгува с британците. Олд Бритън игнорира предупреждението. Селорон се връща в Монреал през ноември 1749 г.
В своя подробен доклад Селорон пише: „Всичко, което мога да кажа е, че местните индианци са зле настроени спрямо французите и са напълно предани на англичаните. Не зная по какъв начин може да бъдат върнати“. Дори и преди връщането му в Монреал, доклади за ситуацията в страната Охайо са отправени до Лондон и Париж, предлагайки предприемането на действия. Уилям Шърли, експанзионистичният губернатор на Провинцията Масачузетс Бей е особено категоричен, заявявайки, че британските колонисти няма да са в безопасност докато присъстват французите.

### Преговори
През 1747 г. някои британски колонизатори във Вирджиния основават Охайската компания с цел развиване на търговия и селища в страната Охайо. Компанията получава грамота от крал Джордж II през 1749 г., включваща изисквания да засели 100 семейства в територията и да построи форт за тяхна защита. Претенция за територията е предявена също от Пенсилвания, и двете колонии започват да изискват действия за подобряване на съответните им искания. През 1750 г. Кристофър Джист действащ от името на Вирджиния и на компанията, изследва територията на Oхайо и започва преговори с индианските племена в Логстаун. Това начало води до Договора от Логстаун от 1752 г., в който местните индианци, чрез своя „полукрал“ Таначарисон и ирокезки представител се съгласяват на условия, които включват позволение да се построи „силна къща“ в устието на река Мононгахела (на мястото на днешния Питсбърг, Пенсилвания).
Войната за Австрийското наследство (чиито северноамерикански театър е известен също като Войната на крал Джордж) формално приключва през 1748 г. с подписването на Аахенския договор. Договорът е фокусиран предимно върху разрешаването на въпроси в Европа и въпросите за конфликтните териториални претенции между британските и френските колонии в Северна Америка са предадени на комисия за разрешаване. Великобритания назначава губернатора Шърли и Уилям ван Кепел, губернатора на провинция Вирджиния, чиято западна граница е един от източниците на конфликт между двете сили, в комисията. Ван Кепел служи също като посланик във Франция. Крал Луи XV назначава Галисониер и други хардлайнери като френски представители в комисията. Комисията се среща в Париж през лятото на 1750, с предвидимия резултат, че не се постига съгласие, предвид позициите на преговарящите. Границите между Нова Скотия и Акадия на север, до страната Охайо на юг се претендират и от двете страни. Диспутите също се разпростират и в Атлантическия океан, където и двете сили искат достъп до богатите на риба води на бреговете на Нюфаундленд.

### Атака срещу Пикауилани
На 17 март 1752 г., генералният губернатор на Нова Франция, Маркиз дьо ла Жонкиер умира и е временно сменен от Шарл льо Мойн дьо ла Лонгьой. През юли 1752 г. пристига новият генерален губернатор маркиз Дюкен. Продължаващата британска активност в охайските територии кара Лонгьой да изпрати друга експедиция в областта под командването на Шарл Мишел де Ланглад, офицер от морската пехота. На Ланглад са поверени 300 мъже, индианци от племето отава и френски канадци. Неговата цел е да накаже племето маями от Пикауилани за това, че не е последвало заповедите на Селорон да спре да търгува с британците. На 21 юни френския военен отряд напада търговския център в Пикауилани, убивайки 14 индианци от племето маями, включително Олд Бритън.

### Експедиция на Марен
През пролетта на 1753 г., на Пол Марен дьо ла Малг е поверено командването на 2000 морски пехотинци и индианци. Неговите заповеди са да защити кралската земя в долината на Охайо от британците. Марен следва маршрута, който Селорон е картографирал четири години по-рано, но където Селорон ограничил записването на френските претенции до заравяне на оловни плочки, Марен построява фортове и оставя гарнизони в тях. Първият форт, построен от Пол Марен е форт Преск Ил (близо до днешен Ери, Пенсилвания) на южния бряг на езерото Ери. След това той построява път до горното течение на Ле Бьоф Крийк. Марен след това конструира втори форт, Форт Ле Бьоф (днешен Уотърфорд, Пенсилвания), предназначен да охранява горното течение на Ле Бьоф Крийк. Придвижвайки се на юг, той пъди или пленява британските търговци, разтревожвайки както британците, така и ирокезите. Танагрисон, вожд на минго, ненавиждащ французите (които обвинява в убиването и изяждането на баща му), отива във форт Ле Бьоф и заплашва с военни действия срещу французите. Марен презрително подминава заплахите.
Ирокезите изпращат куриери до имението на Уилям Джонсън в Горен Ню Йорк. Джонсън, известен на ирокезите като Warraghiggey, което означава „Той, който върши голяма работа“, е станал уважаван член на Ирокезката конфедерация в онази област. През 1746 г. Джонсън е направен полковник на ирокезите, а по-късно и полковник на опълчението на Западен Ню Йорк. Те се срещат в Олбани с губернатора Клинтън и представители на някои от другите американски колонии. Вождът Хендрик настоява британците да спазват задълженията си и да блокират френската експанзия. Когато Клинтън дава незадоволителен отговор, вождът Хендрик обявява, че „Веригата на договора“, дълготрайно приятелско отношение между Ирокезката конфедерация и Британската корона е прекъсната.

### Реакцията на Динуиди
Заместник-губернаторът на Вирджиния Робърт Динуиди се оказва в затруднено положение. Той е един от инвеститорите в Охайската компания, която щяла да загуби пари, ако французите удържали претенцията си. За да се противопостави на френското военно присъствие в Охайо през октомври 1753 г. Динуиди нарежда 21-годишния майор Джордж Вашингтон (също инвеститор в Охайаската компания) от Вирджинското опълчение да предупреди французите да напуснат територията на Вирджиния. Вашингтон тръгва с малък отряд, вземайки по пътя Джейкъб ван Браам като преводач, Кристофър Джист, топограф на компанията, работещ в областта и няколко минго, водени от Танагрисон. На 12 декември Вашингтон и неговите мъже достигат форт Ле Бьоф.
Жак Легардьор дьо Сен-Пиер, който замества Марен като командир на френските сили след като последния умира на 29 октомври, кани Вашингтон да вечеря с него онази вечер. По време на вечерята Вашингтон представя на Сен-Пиер писмото от Динуиди, което изисква незабавно френско оттегляне от Охайо. Сен Пиер е доста учтив в своя отговор, казвайки: „Що се отнася до призива, който ми изпращате да се оттегля, аз не се считам за длъжен да му се подчиня“. Той обяснява на Вашингтон, че претенцията на Франция към областта превъзхожда претенцията на британците, тъй като Рене Робер дьо Ла Сал бил изследвал областта почти век по-рано.
Отрядът на Вашингтон напуска форт Ле Бьоф рано на 16 декември, пристигайки обратно в Уилямсбърг на 16 януари 1754 г. В своя доклад Уопингтън заявява: „Французите са преминали на юг“, описвайки подробно стъпките, които са предприели, за да укрепят областта и предавайки намерението им да укрепят сливането на реките Алегени и Мононгахела.

## Ход на войната
Динуиди, дори преди връщането на Вашингтон, изпраща група от 40 мъже под командването на Уилям Трент до точката, където в ранните месеци на 1754 г. те започват да строят малък ограден с колове форт. Губернаторът Дюкен изпраща допълнителни френски сили под командването на Клод-Пиер Пекоди де Контркьор да подкрепи Сен-Пиер през същия период, а Контркьор повеждва 500 мъже на юг от форт Венанго на 5 април 1754 г. Когато те пристигат на разклонението, Контркьор щедро позволява на малкия отряд на Трент да се оттегли след закупуване на техните строителни инструменти, за да продължат построяването на форт Дюкен.
След като Вашингтон се връща от Уилямсбърг със своя доклад, Динуиди му заповядва да поведе по-голяма сила, която да помогне на Трент в работата му. Докато е на път той научава за отстъплението на Трент. Тъй като Танагрисон му е обещал помощ, той продължава към форт Дюкен и се среща с вожда на минго. Научавайки за френски разузнавателен отряд в областта, Вашингтон взема част от мъжете си и заедно с Танагрисон и неговия отряд изненадва французите на 28 май. Мнозина от французите загиват, сред тях и техният командваш офицер, Жозеф Кулон де Жюмонвил, чиято глава бива разсечена от Танагрисон. Историкът Фред Андерсън дава тази причина за деянието на Танагрисон (което е последвано от информирането на Контркьор от един от хората на Танагрисон, че Жюмонвил е бил убит от мускетен огън) като предизвикан от отчаяна нужда да спечели подкрепата на британците в усилие да възстанови властта на хората си, които били по-склонни да подкрепят французите.
След битката Вашингтон се изтегля на няколко мили и основава форт Нисесети, който французите нападат на 3 юли. Сражението води до капитулацията на Вашингтон, той преговаря за въоръжено оттегляне. Един от мъжете на Вашингтон докладва, че френските сили са съпътствани от шоуни, делавари и минго, точно тези, на които Танагрисон се стреми да повлияе.
Когато в Англия пристигат новини за двете битки през август, правителството на Томас Пелхам Холс, след няколко месеца преговори, решава да изпрати армейска експедиция през следващата година, за да прогони французите. Генерал-майор Едуад Брадък е избран да води експедицията. Донесения за британските военни планове достигат Франция малко преди заминаването на Брадък за Северна Америка и крал Луи XV изпраща шест полка за Нова Франция под командването на барон Диеско през 1755 г. Британците, възнамерявайки да подложат на блокада френските пристанища, изпращат флота си през февруари 1755 г., но френския флот вече е отплавал. Адмирал Едуард Хоук отделя бърза ескадрила за Северна Америка в опит да засече французите. Във втори британски агресивен акт адмирал Едуард Боскауен стреля срещу френския кораб Алсид на 8 юни 1755 г. и го пленява, както и два кораба с войници. Британците тормозят френски кораби през цялата 1755 г., залавяйки кораби и пленявайки моряци, допринасяйки за формалното обявяване на война през пролетта на 1756 г.

### Британски кампании (1755)
Британците формират агресивен план на операции за 1755 г. генерал Брадък трябва да води експедиция до форт Дюкен, а на масачузетския провинциален губернатор Уилям Шърли е дадена задачата да укрепи форт Осуего и да нападне Форт Ниагара, сър Уилям Джонсън трябва да плени форт Сен Фредерик (при днешен Краун Пойнт, Ню Йорк), а подполковник Робърт Монктън трябва да плени форт Босежур на границата между Нова Скотия и Акадия.
Брадък повежда около 2000 войници и провинциално опълчение през юни 1755 г. за превземането на форт Дюкен. Експедицията е катастрофа. В Битката при Мононгахела Брадък е смъртоносно ранен. Двама бъдещи противници през Американската война за независмост, Вашингтон и Томас Гейдж, играят ключови роли в организирането на оттеглянето. Една последица от катастрофата е, че французите придобиват екземпляр от британските военни планове, включително активностите на Шърли и Джонсън. Усилията на Шърли да укрепи Осуего затъват в логистични трудности и са увеличени от неопитността на Шърли в организирането на големи експедиции. Когато става ясно, че не ще има време да поведе експедиция през езерото Онтарио до форт Онтарио, Шърли оставя гарнизони в Осуего, форт Бул и форт Уилямс (последните два са разположени между река Мохок и Ууд Крийк при днешния Рим, Ню Йорк). Провизии за употреба при проектираната атака срещу Форт Ниагара са оставени за съхранение във форт Бул.
Експедицията на Джонсън е по-добре организирана от експедицията на Шърли, което не убягва от вниманието на губернатора на Нова Франция, маркиз де Водрьойл. Той е бил предимно загрижен за разтеглената снабдителна линия до фортовете на Охайо и изпратил барон Диеско да поведе отбраната на Фронтенак срещу очакваната атака на Шърли. Когато Джонсън е възприет като по-голямата заплаха, Водрьойл изпраща Диеско до форт Сен Фредерик, за да посрещне заплахата. Диеско планира да нападне британското укрепление при форт Едуард в горния край на плаването по река Хъдсън, но Джонсън го бил силно укрепил и индианските подкрепления на Деиско не желаят да го нападнат. Двете сили накрая се срещат в кървавата битка при езерото Джордж между форт Едуард и форт Уилям Хенри. Битката завършва нерешително, като и двете страни се оттеглят от полето. Настъплението на Джонсън спира при форт Уилям Хенри и французите се оттеглят до точката Тикондерога, където започват строежа на форт Карийон (преименуван на форт Тикондерога след превземането от страна на британците през 1759 г.).
През юни 1755 полковник Монктън успешно пленява форт Босежур, единственият истински британски успех през годината, отрязвайки френската крепост Луисбърг от наземни подкрепления. Победата е опетнена от решението на губернатора на Нова Скотия Чарлс Лоурънс да заповяда депортирането на френскоговорещото население на областта Акадия. Силите на Монктън, включително ротите Роджърс рейнджърс, насила прогонват хиляди акадци, преследвайки мнозина, които се противопоставят и понякога извършвайки жестокости. Повече от който и да е друг фактор, отрязването на доставките на Луисбърг води до гибелта му. Акадската съпротива, заедно с индиански съюзници, включително микмак, е понякога доста твърда, с протичащи погранични набези (срещу Дартмут и Люненбърг, както и други). Освен кампаниите за прогонване на акадците (обхващащи залива Фънди, на река Петикодиак и река Сейнт Джон и Ил Сен Жан), единствените значителни сблъсъци са при Петикодиак през 1755 г. и Блъди Крийк близо до Анаполис Роял през 1757 г.

### Френски победи (1756 – 1757)
Уилям Шърли поема след смъртта на Брадък командването на британските сили в Северна Америка. На среща в Олбани през декември 1755 г. той излага плановете си за 1756 г. В допълнение към подновяването на усилията да се завземат Форт Ниагара, Карун Пойнт и Дюкен, той предлага атаки срещу форт Фронтенак на северния бряг на езерото Онтарио и експедиция през пустошта на окръг Мейн и надолу по река Шодиер за нападение срещу град Квебек. Затънали в разногласия и спорове с други, включително Уилям Джонсън и губернатора на Ню Йорк сър Чарлс Харди. Планът на Шърли намира малко подкрепа и Пелхам Холс го заменя през януари 1756 г. с Джон Кембъл, лорд Лудун, с генерал-майор Джеймс Абъркромби като втори командващ. Нито един от тях няма толкова полеви опит като триото офицери, които Франция изпраща в Северна Америка. Френски подкрепления от редовната армия пристигат в Нова Франция през май 1756 г., водени от генерал-майор Луи-Жозеф дьо Монкалм, с Шевалие дьо Леви и полк. Франсоа-Шарл дьо Бурламак, всичките опитни ветерани от Войната за австрийското наследство.
Губернаторът Водрьойл, който храни амбиции да стане френският главнокомандващ (в допълнение към ролята му като губернатор), действа през зимата на 1756 г. преди пристигането на тези подкрепления. Скаути били докладвали слабостта на британската снабдителна верига, така че той заповядва атака срещу фортовете, които Шърли е изградил при Онайда Кари. В битката за форт Бул през март френските сили унищожават форта и големи количества припаси, включително 45 хил. фунта барут, разбивайки британските надежди за кампании по езеро Онтарио и заплашвайки гарнизона на Осуего, който вече изпитва недостиг на припаси. Френските сили в Охайската долина също продължават да плетат интриги с индианците от областта, насърчавайки ги да вършат набези срещу погранични селища. Това води до продължителни тревоги по западните граници, с потоци бежанци, завръщащи се на изток, за да избягат от боевете.
Новото британско командване пристига през юли. Абъркромби, когато пристига в Олбани, отказва да предприеме значителни действия, докато Кембъл не ги одобри. Неговото бездействие е посрещнато от Монкалм с дръзко действие. Развивайки работата на Водрьойл за тормоз на гарнизона на Осуего, Монкалм извършва стратегически финт като премества главната си квартира в Тикондерога, сякаш предвиждайки друга атака по брега на езерото Джордж. С Абъркромби прикован в Олбани, Монкалм се изплъзва и повежда успешната атака срещу Осуего през август. След това Монкалм и индианците под негово командване имат разногласия относно разположението на личните вещи на затворниците. Личните вещи не са трофеи в европейското военно дело, но индианците са разгневени от факта, че френските войници им попречват да отнемат от затворниците техните скъпоценности.
Кембъл – способен администратор, но предпазлив полеви командир – планира само една голяма операция през 1757 г., нападение срещу столицата на Нова Франция, Квебек. Оставяйки значителна сила във форт Уилям Хенри за отвличане на вниманието на Монкалм, той започва да организира експедиция срещу Квебек, но му бива наредено от Уилям Пит, държавния секретар отговорен за колониите, първо да нападне Луисбърг. След всякакви забавяния експедицията е готова да отплава от Халифакс, Нова Скотия, в началото на август. Междувременно френски кораби са избягали от британската блокада на френския бряг и френски флот, по-многоброен от британския очаква Кембъл в Луисбуърг. Изправен срещу тази сила Кембъл се завръща в Ню Йорк при новини, че при форт Уилям Хенри е станало клане.
Френски нередовни части (канадски скаути и индианци) тормозят форт Уилям Хенри през цялата първа половина на 1757 г. През януари те устройват засада на британски рейнджъри близо до Тикондерога. През януари извършват дързък набег срещу позицията на отсрещния бряг на замръзналото езеро Джордж, унищожавайки складове и сгради извън основното укрепление. В началото на август Монкалм обсажда със 7000 войници форта, който капитулира със споразумение да се изтегли при определени условия. Когато започва изтеглянето, някои от индианските съюзници на Монкалм, разгневени от загубената възможност за плячка, нападат британската колона, убивайки и пленявайки няколкостотин мъже, жени, деца и роби.

### Британско завоевание (1758 – 1760)
Водрьойл и Монкалм са само минимално снабдени през 1758 г., тъй като британската блокада на френския бряг отново ограничава френското корабоплаване. Ситуацията в Нова Франция е още повече усложнена от лошата реколта през 1757 г., трудна зима и корупцията на Франсоа Биго, интендантът на територията, който снабдява колонията на надути цени. Избухване на голяма епидемия от едра шарка сред западните племена кара много от тях да не дойдат през 1758 г. При тези условия Монкалм съсредоточава оскъдните си ресурси за отбрана на река Сейнт Лорънс, с основна отбрана при Карийон, Квебек и Луисбърг, докато Водрьойл спори неуспешно за продължаване на тактиката му на набези, проработила доста ефективно в предишните години.
Британските провали в Северна Америка, комбинирани с други провали в Европейския театър, водят до падането от власт на Пелхам Холс и на основния му военен съветник, херцогът на Къмбърланд. Холс и Пит тогава се обединяват в неспокойна коалиция, в която Пит доминира военното планиране. Той се впуска в план за кампания през 1758 г., който в голяма степен е развит от Кембъл, който е заменен от Абъркромби като главнокомандващ след провалите от 1757 г. Планът на Пит призовава за три големи офанзивни действия с участието на голям брой редовни войски, подкрепени от провинциалните опълчения, с цел пленяването на сърцето на Нова Франция. Две от експедициите са успешни. Форт Дюкен и Луисбърг падат в ръцете на големи британски сили.
Експедицията на Форбс е британска кампания от септември – октомври 1758 г., с 6000 войници, водени от ген. Джон Форбс за прогонване на французите от страната Охайо. След като британски преден отряд е отблъснат на 14 септември, французите се изтеглят от форт Дюкен, оставяйки британците в контрол на долината на Охайо. Голямата френска крепост Луисбърг в Нова Скотия е пленена след обсада.
Третото нахлуване е спряно с невероятната френска победа в битката при Карийон, в която 3600 французи прочуто и решително побеждават 18 хиляди редовни войници, опълчение и индиански съюзници на Абъркромби извън форта, който французите наричат Карийон, а британците Тикондерога. Абъркромби спасява нещо от катастрофата, като изпраща Джон Брадшийт на експедиция, която успешно унищожава форт Фронтенак, включително складовете с припаси, предназначени за западните фортове на Нова Франция и кожи, предназначени за Европа. Абъркромби е сменен от Джефри Амхърст, победител при Луисбърг.
Новият външен министър на Франция Етиен Франсоа решава да се съсредоточи върху нашествие в Британия, за да привлече британски ресурси от Северна Америка и Европа. Нашествието се проваля както военно, така и политически, тъй като Пит отново планира значителни кампании срещу Нова Франция и изпраща средства на британския съюзник в Европа, Прусия и френският флот се провалят в морските битки при Лагош и залива Куиберон. В един случай на добър късмет няколко френски кораби с припаси успяват да напуснат Франция, избягвайки от британската блокада на френския бряг.
Британските победи продължават във всички театри през annus mirabilis („годината на чудесата“) 1759 г., когато най-сетне пленяват Тикондерога. Джеймс Улф побеждава Монкалм при Квебек (в битка, която коства животите и на двамата командири), а победа при Форт Ниагара успешно отрязва френските гранични фортове по на запад и юг. Победата се завършва през 1760 г., когато въпреки че загубват битката при Сен Фоа извън Квебек, британците успяват да предотвратят пристигането на френски кораби с подкрепления в морската битка при Рестигуш, докато армии се отправят към Монреал от три страни.
През септември 1760 г. губернатор Водрьойл преговаря за капитулация с генерал Амхърст. Амхърст удовлетворява молбата на Водрьойл, че на френските жители, които решат да останат в колонията ще бъде дадена свободата да продължат до богослужат в своята римокатолическа традиция, да притежават имотите си и правото да останат необезпокоявани в домовете си. Британците осигуряват лечение на болните и ранени френски войници и френските редовни части се завръщат във Франция на борда на британски кораби с разбирането, че няма да служат отново в настоящата война.

### Край на войната
Повечето боеве между Франция и Великобритания в Северна Америка свършват през 1760 г., с изключение на френското завземане на Сейнт Джонс, Нюфаундленд. Когато генерал Амхърст чува за това изненадващо действие, той незабавно изпраща войници под командването на племенника си, Уилям Амхърст, който възстановява контрола над Нюфаундленд след битката за Сигнал Хил през септември.
Много британски войници от Северна Америка са изпратени да участват в по-нататъшни британски действия в Западните Индии, включително пленяването на испанска Хавана през 1762 г., когато Испания със закъснение влиза в конфликта на страната на Франция и британската експедиция срещу Мартиника през същата година.
Политиката, която генерал Амхърст въвежда в западните земи, където френските фортове минават под британски контрол разстройва голям брой индианци и допринася за избухването на бунта на Понтиак. Тази поредица нападения срещу погранични фортове и селища изисква продължителното разполагане на британски войници и не е разрешено до 1766 г.
Войната в Северна Америка официално завършва с подписването на Парижкия договор на 10 февруари 1763 г., а войната в европейския театър на Седемгодишната война завършва с Договорът от Хубертусбург на 15 февруари 1763 г. Британците предлагат на Франция избор между нейните северноамерикански владения източно от Мисисипи или карибските острови Гваделупа и Мартиника, които са окупирани от британците. Франция избира да отстъпи Канада и успява с преговори да задържи Сен Пиер и Микелон, два малки острова в залива Сейнт Лорънс и риболовни права в района. Икономическата стойност на карибските острови за Франция е по-голяма от тази на Канада заради богатите им реколти от захарна тръстика, а и са по-лесни за отбрана. Британците вече имат много източници на захар и с радост приемат Нова Франция. Испания, която предава Флорида на Великобритания, за да си възвърне Куба, също спечелва Луизиана, включително Ню Орлиънс, от Франция като компенсация за загубите си. Корабоплаването по Мисисипи е отворено за всички нации.

## Последици
Войната променя икономическите, политическите и социалните отношения между трите европейски сили (Великобритания, Франция и Испания), техните колонии и колонизатори и индианците, които обитават териториите, за които те претендират. И Франция и Великобритания страдат финансово заради войната, със значителни дългосрочни последици.
Великобритания придобива контрол над Френска Канада и Акадия, колонии, съдържащи приблизително 80 000 предимно френскоговорещи католици. След депортирането на акадците, започнало през 1755 г. британците ги заселват из всичките северноамерикански провинции, но мнозина отиват във Франция, а някои в Ню Орлиънс, който очакват да остане френски. Някои са изпратени да заселват места като Френска Гвиана и Фолкландските острови (неуспешно).
След мирния договор, крал Джордж III издава Кралската прокламация на 7 октомври 1763 г., която очертава разделянето и администрацията на новозавладените земи и в известна степен продължава да управлява отношенията между правителството на съвременна Канада и Първите нации (индиански племена). Включено в клаузите на прокламацията е запазването на земи на запад от Апалачите за индианското население, демаркация, която е само временна пречка за увеличаващия се прилив на бели заселници на запад. Тя също съдържа клаузи, които възпрепятстват гражданското участие на канадци католици. Когато през 1774 г. в Квебекския акт се правят компромиси по този и други въпроси в голямата си част протестантски Тринадесет колонии изникват тревоги относно напредването на „папството“.
Седемгодишната война почти удвоява британския национален дълг. В резултат на това Короната се опитва да наложи нови данъци на колониите си. Тези опити са посрещнати с все по-твърда съпротива докато не са повикани войски, така че представителите на Короната безопасно да изпълняват задълженията си. Това в крайна сметка води до започването на Американската война за независимост.
Франция прикрепя сравнително малка стойност на Северноамериканските си владения, особено по отношение на високо-приходните произвеждащи захар Антилски острови, които успява да задържи. Министър Шасьол смята, че е направил добро споразумение в Парижкия договор, а философът Волтер пише, че Луи XV е загубил само „няколко акра сняг“. Военната загуба за Франция и финансовото бреме на войната отслабват монархията и допринасят за избухването на Френската революция през 1789 г. Испанското население на Флорида се премества в Куба.
Историята на Седемгодишната война, особено на обсадата на Квебек и смъртта на британския бригаден генерал Джеймс Улф и френския генерал Луи-Жозеф дьо Монкалм, генерират голям брой балади, изображения, карти и други материали, които свидетелстват за това как смъртта им продължава да владее въображението на британците и французите дълго след 1759 г.
Франция се връща в Северна Америка през 1778 г. с установяването на Френско-американския съюз срещу Великобритания в Американската война за независимост. Този път Франция успява да надделее над Великобритания, в това което историкът Алфред Кейв описва като „Френско [...] отмъщение за смъртта на Монкалм“.

## „Последният мохикан“
„Последният мохикан“ е исторически епичен филм от 1992 г., протичащ през 1757 г. по време на Френската и индианска война. Режисира се от Майкъл Ман и се базира на едноименния роман на Джеймс Фенимор Купър, макар че дължи повече на филма от 1936 г. отколкото на романа. Сниман е в Северна Каролина.
Саундтракът включва музика от Тревър Джоунс и Ранди Еделман и песента „I Will Find You“ от Кланад. Филмът печели награда „Оскар“ за звук. Основната тема на музиката е взета от песента „The Gael“ от шотландския певец и автор на песни Дъги МакЛеан.